# Ебіґейл Мек
Ебіґейл Мек (англ. Abigail Mac; нар. 2 червня 1988 року, Балтімор) — американська порноакторка.

## Біографія
Народилася 2 червня 1988 року в Балтіморі, штат Меріленд, США. Після закінчення школи працювала хостес в ресторані. 
Потім стала вебкам-моделлю на сайтах Bang Bros, Blacked, Brazzers, Girlsway, Playtime.
У 24 роки потрапила в порноіндустрію. Із 2012 по 2018 рік знялася в 395 порнофільмах.

## Нагороди
| Рік  | Нагорода   | Категорія                         | Робота              | Результат |
| ---- | ---------- | --------------------------------- | ------------------- | --------- |
| 2016 | AVN Awards | Краща сцена — Чоловік/жінка       | Black &amp; White 4 | Перемога  |
| 2016 | AVN Awards | Краща сцена мастурбації/стриптизу | Black &amp; White 4 | Перемога  |
| 2017 | XBIZ Award | Краща актриса — Пародія           | True Detective XXX  | Перемога  |

## Вибрана фільмографія
- Alexis Loves Girls[8]
- Blondes Licking Brunettes[9]
- Busty Workout 2[10]
- Dredd 2[11]
- Girl Fever[12]
- Good To Fuck You[13]
- The Lex Impaler 9[14]
- Oiled Up 4[15]
- Sex and Confidence[16]
- Tasty Treats[17]
- Trouble X 2[18].